# Брат с другой планеты
«Брат с другой планеты» (англ. The Brother from Another Planet) — американский низкобюджетный научно-фантастический фильм 1984 года от режиссёра и сценариста Джона Сэйлза. Мировая премьера состоялась 10 июля 1984 года. Дата выхода в США — 14 сентября 1984 года.

## Сюжет
Немой космический пришелец совершает вынужденную посадку на острове Эллис. За исключением трехпалых ступней, которые он держит прикрытыми, инопланетянин похож на обычного черного человека, что позволяет ему сливаться с другими людьми, которых он встречает на своем пути, при этом периодически участвуя в однобоких разговорах с  жителями Нью-Йорка, которые принимают его молчание за заинтересованность, многие из которых обращаются к нему «Брат». Вскоре, блуждания по Гарлему приводят «Брата» в местный бар, где с помощью своих способностей, ему удается починить аркадный автомат. Через нового знакомого  «Брату» удается найти жилье, и работу техником.  Однако за «Братом» упорно следуют двое мужчин в черном, которых местные принимают за миграционную службу: они стремятся вернуть его на планету, с которой он сбежал.

## В ролях
| Актёр            | Роль                       |
| ---------------- | -------------------------- |
| Джо Мортон       | Брат                       |
| Розанна Картер   | женщина из Вест-Индии      |
| Рэй Рамирез      | латиноамериканец           |
| Ив Рене          | гаитянин                   |
| Питер Ричардсон  | мусульманин                |
| Джинни Янг       | корейская продавщица       |
| Дэрил Эдвардс    | Флай                       |
| Стив Джеймс      | Одэл                       |
| Леонард Джексон  | Смоки                      |
| Билл Коббс       | Уолтер                     |
| Фишер Стивенс    | карточный фокусник в метро |
| Ди Ди Бриджуотер | Малверн Дэвис              |
| Дэвид Стрэтэйрн  | Человек в черном 1         |
| Джон Сэйлз       | Человек в черном 2         |

## Критика
Винсент Кэнби из The New York Times назвал фильм «красивой, неудивительной историей, которая длится слишком долго», но выделил «милое, мудрое, неагрессивное выступление Джо Мортона». Роджер Эберт дал фильму 3,5 звезды из 4, заявив, что «фильм находит бесчисленное количество возможностей для юмористических сцен, большинство из которых способны заставить нас взглянуть на наше общество», отметив, что «центральный персонаж, который не может говорить, иногда может исследовать такие сцены, которые были невозможны после смерти немого кино». Ноэль Мюррей из The A.V. Club сказал, что супергеройские сцены фильма «часто непреднамеренно глупы, но опять же, Сэйлс превращает броскую предпосылку в более тонкую часть, используя Мортона, чтобы спросить, кто заслуживает того, чтобы называться аутсайдером в стране, рожденной аутсайдерами».